# 실버타운

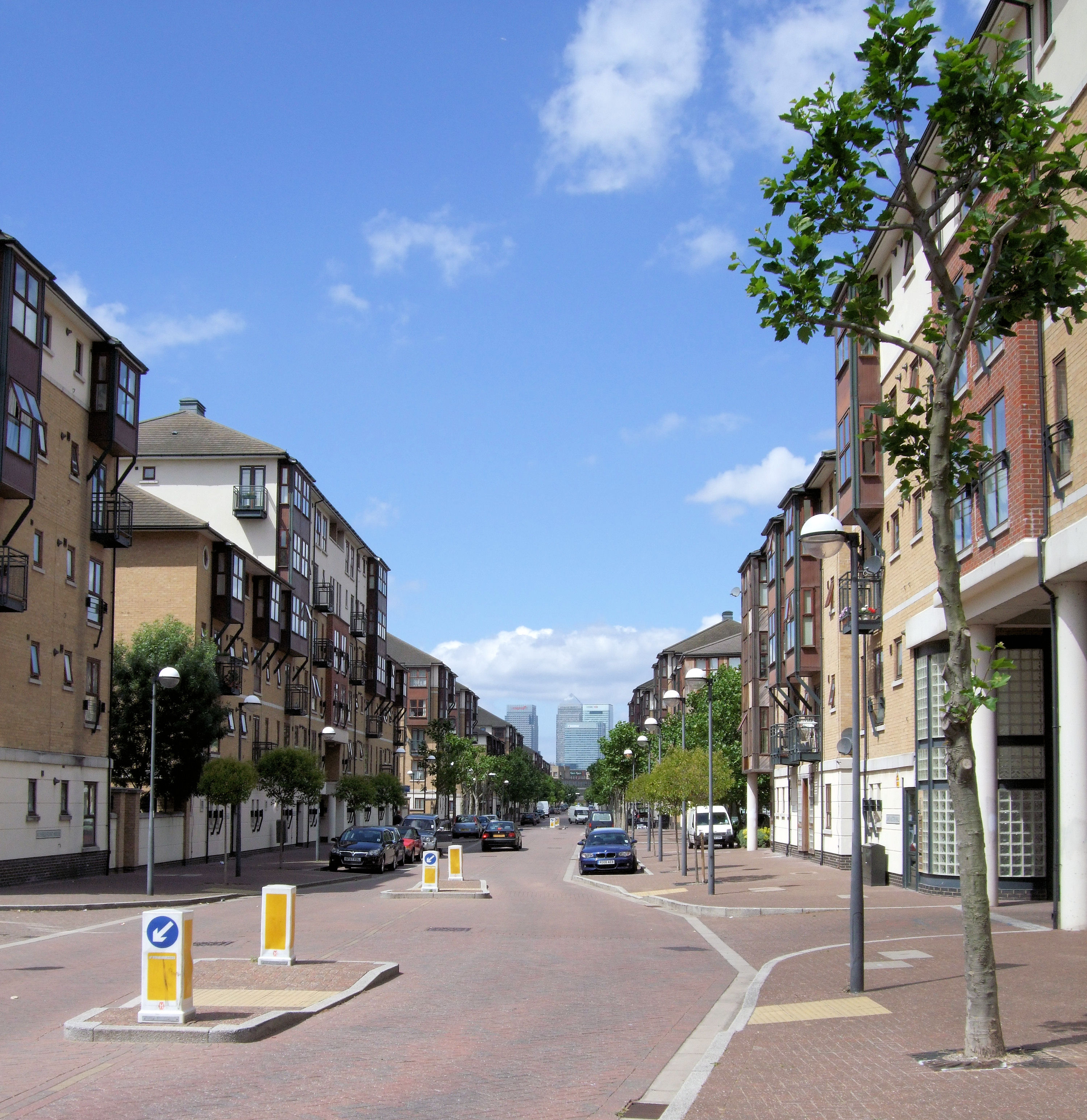

실버타운(Silvertown)은 잉글랜드 이스트 런던 뉴엄구 런던 항의 일부를 구성하는 지구이다. 템스강 북쪽둑에 자리잡고 있으며 2015년 승인된 3,500,000,000 파운드 가치의 주요 재개발 구역이다. 1852년 스티븐 윌리엄 실버(Stephen William Silver)가 설립한 S. W. Silver and Co.에 의해 설립된 공장들의 이름을 따서 만들어졌다.